# 바비 올랜도
바비 올랜도(영어: Bobby Orlando, 1958년 1월 10일 ~ )는 미국의 음악 프로듀서, 인디 음반사 오너, 작곡가, 그리고 음악가이다. 그는 신시사이저, 피아노, 기타, 카우벨, 그리고 "무거운 신시사이저 베이스"를 활용하여 "강력한 비트"와 "뉴웨이브 스타일" 보컬을 활용한 특유의 사운드를 개발하여 Hi-NRG 장르의 혁신가로 평가받고 있다.